# Cusiala kariuzawensis
Cusiala kariuzawensis är en fjärilsart som beskrevs av Felix Bryk 1948. Cusiala kariuzawensis ingår i släktet Cusiala och familjen mätare. Inga underarter finns listade i Catalogue of Life.